# Kisaran
Kisaran är en ort i Indonesien.   Den ligger i provinsen Sumatera Utara, i den västra delen av landet, 1 300 km nordväst om huvudstaden Jakarta. Kisaran ligger 20 meter över havet och antalet invånare är 129 911.
Terrängen runt Kisaran är mycket platt. Runt Kisaran är det tätbefolkat, med 659 invånare per kvadratkilometer. Det finns inga andra samhällen i närheten. Runt Kisaran är det i huvudsak tätbebyggt.